# Сините камъни
„Сините камъни“ е природен парк в България.

## Местоположение
Паркът е част от Сливенската планина, която е част от Старопланинската верига. Територията на природния парк има площ от близо 11380,3 хектара и се намира на източния склон на Стара планина. Южната граница на природния парк е очертана от град Сливен. От север, запад и изток паркът е ограден от обширни горски масиви.

## Статут
Паркът е обявен на 28 ноември 1980 г. с цел опазването на специфичните екосистеми, както и на красивата природа. На 5 август 2002 година територията на Природен парк „Сините камъни“ е увеличена до 11380,3 хектара.
Природният парк включва следните местности: Архангела, Бармук баир, Бостанлъка, Българка (връх), Гаговец, „Гунчов кайнак“, „Даула“, „Джендем дере“, „Долапите“, Драгиева чешма, Драгойка, Еньова булка, Змееви дупки, „Карандила“, Калето, „Кутелка“ (резерват), „Кушбунар“, Кушбунарска река, Ловджийска чешма, „Лесков рът“, Ломените, Манастирска река, Меча дупка, „Моллова кория“, „Мочурите“, Новоселска река, Обсерваторията, Орлови дупки, Орта баир, „Предела“, Сипеите, Тефтера (лифт), „Черно камене“, Хайдушка пътека, „Халката“, „Харамията“.

## Природни особености
Релефът на природния парк е силно разчленен. Това се обуславя от сложния геоложки състав. Най-ниската точка на парка е разположена на височина около 300 м надморска височина. Най-високата точка на парка е връх Българка 1181 м н.в. По високите територии от природния парк се намират в северните му части. Там преминава основното било на Сливенската планина и височината на тези местности е над 1000 метра. Северните склонове на планината, които са част от природния парк, са изключително стръмни и труднодостъпни. Северните склонове са покрити с обширни букови гори.
За разлика от северните части на Природен парк „Сините камъни“, южните са заети от долове и урви. В тази част на резервата растителността, ако такава съществува, е рядка и представена предимно от отделни дървета – зимен дъб, бук и други.
Формирането на днешния релеф на района започва през ранния неогенен период. Основните промени на релефа на областта са причинени от вертикални тектонски движения, които са повлияли на формата на земната кора.
Сините камъни е името на скален масив, който е разположен на територията на природния парк. Скалният масив се е образувал под действието на ерозионните и денудационните процеси. Масивът е изграден предимно от кварцови скали с различни примеси. Характерни за скалния масив Сините камъни са различните скални образувания. Под въздействието на ерозионните процеси се е образувал характерния външен вид на масива. Образували са се различни върхове, долини, пещери, пропасти и други. Масивът, както и околните местности са едни от основните туристически обекти в областта.
Климатът е умерено-континентален, с влияние на планински климат, характерен за по-голяма надморска височина. Най-високата температура, която е измерена на територията на Природен парк Сините камъни е 41 °C, а най-ниската – -20 °C. Във високите части на парка са характерни сравнително ниски температури и високи стойности на валежите, докато в по-ниските части температурите са високи, а валежите – не много. Снежна покривка се задържа около 3 – 4 месеца, като най-ранната дата за появяване на постоянна снежна покривка в средните надморски височини на парка е началото на месец ноември. Характерни за природния парк ветрове са северозападни и северни ветрове.
Основните видове почви, които се срещат в Природен парк „Сините камъни“ са кафявите горски почви и канелените горски почви. Характерно за канелените горски почви е, че обикновено те са излужени. Основни почвообразуващи скали за канелените горски почви са конгломерати, варовици, туфи и други. Канелените горски почви, покриват по-ниските части от природния парк, на надморска височина под 800 м. Кафявите горски почви са разположени на по-голяма надморска височина, между 800 и 1200 м. Техни характерни почвообразуващи скали са пясъчници, варовици, доломити.

## Растителен свят
Характерният релеф и географско положение са добра предпоставка за наличие на богат и разнообразен растителен свят. Причина за ботаническото разнообразие са и специфичните скални маси, които се срещат тук.

### Гори
Горите покриват голяма част от територията на природен парк „Сините камъни“. Широколистните гори покриват значително по-големи територии от иглолистните. С широколистни гори са покрити близо 90% от цялата територия на парка. Това, че преобладават широколистни дървесни видове, се дължи на малката надморска височина на по-голямата част от природния парк. Най-големи площи са залесени от смесени широколистни гори.
Значителни територии от парка са покрити с мизийски бук, чиито формации са много характерни за тези места. В горите на природния парк се срещат още обикновен габър, горун, цер, явор, келяв габър и други.

### Висши растения
На територията на Природен парк „Сините камъни“ са установени 1027 висши растителни видове и 30 подвида, в т.ч. мъхове – 67 вида, папратовидни – 19 вида, голосеменни – 9 вида от 6 рода и 2 семейства. Най-разпространените висши растителни видове в природния парк са покритосеменните – 931 вида и 30 подвида от 405 рода и 83 семейства.
На територията на природния парк са установени 14 български ендемични вида (румелийско подрумиче, одрински лопен, родопска люцерна, тракийски магарешки бодил), както и 9 балкански ендемита. Открити са също и 2 реликтни вида – тракийски клин и недоразвит лимодорум. Обявени за застрашени в световен мащаб са 6 вида растения – урумово лале – изчезващ вид, давидов мразовец – уязвим вид, румелийско подрумиче, плосколюспесто подрумиче, янкева кутявка – в категория рядък вид, а фривалдскиева макромерия – с неясен статут на застрашеност. В Червената книга на България са включени 43 вида и 2 подвида, растящи в природния парк. От тях застрашени от изчезване са 7 вида: арабска етионема, горска съсънка, скална гъшарка, давидов мразовец, елвезиево кокиче, урумово лале, нежен лопен. А редките видове са 36: халерово котенце, обикновена кандилка, фибигия и т.н.
Не са големи териториите покрити с тревна растителност. Това са предимно територии, които в миналото са били покривани от гори, но впоследствие унищожени. А честата срещаемост на лишеите тук е показател за чистотата на атмосферата.

## Животински свят
На територията на Природен парк „Сините камъни“ се срещат животни от субконтинентален и субсредиземноморски тип. Това прави фауната на парка много разнообразна и интересна. Повечето животни, които се срещат тук са характерни в по-голяма степен за Горнотрокийската низина, от колкото за Стара планина и Предбалкана.

### Безгръбначни
На територията на парка са установени голям брой безгръбначни животни – 1153 вида. Видовото разнообразие на пеперудите е огромно – 826 вида. От тях 420 вида са с ограничено разпространение и са приети за редки. Тук могат да се видят еленов рогач, алпийска розалия, златист гъсеничар и много други от безгръбначните животни.

### Гръбначни животни
Огромен е броят на гръбначните животински видове, които могат да се видят в природния парк – 244 вида (риби-9, земноводни-8, влечуги-13, птици-176, бозайници-38). Голям е броят и на защитените такива животни. 32 вида са включени в Червената книга на България (шаран, смок мишкар, вълк, пъстър пор, видра).
В природния парк се срещат 38 вида бозайници. Сред най-разпространените видове са сърната, заекът, невестулката и дивата котка. На територията на Природен парк „Сините камъни“ са установени още златка, благороден елен, пъстър пор и други.
Установени са 13 вида влечуги, което е голям брой за територията, която заема. Влечугите, които се срещат на територията на парка представляват интерес за науката, тъй като толкова голям брой видове влечуги не е характерен за географската ширина, на която е разположен природния парк. Срещат се пепелянка, усойница, смок мишкар, шипобедрена и шипоопашата костенурка и др. От земноводните се срещат 8 вида.

#### Птици
Птиците са едно от най-значимите притежания на природния парк. Те представляват около 70% от всички животински видове, които се срещат на неговата територия. Установени са 176 вида птици. Срещат се също и видове, които не се срещат никъде другаде в България. Такива са птиците от тип, характерен за по-топли райони. От тях се срещат дебелоклюна чучулига, испанско каменарче, червеноглава сврачка и др.
29 вида от тези, които се срещат в Природен парк „Сините камъни“ са включени в Червената книга на България, а повече от 100 са защитени от Закона за защите на природата. От птиците, които са включени в Червената книга на България, 20 са със статут застрашен (бухал, сокол орко, кръстат орел, белоопашат мишелов, малък ястреб), 7 – рядък (забулена сова, скален орел), а две са включени в категория изчезнал – розов пеликан и брадат лешояд. Повече от половината птичи видове, които се срещат тук са от европейско природозащитно значение.
Установени са 20 вида дневни грабливи птици. Този голям брой се дължи на характерния скален релеф на парка, който е предпоставка за развитие на скалогнездещи птици. Някои от характерните представители на дневните грабливи птици в природния парк са соколът скитник, големият и малкият ястреб и други.
Нощните грабливи птици са представени от 6 вида, между които са бухал, чухал и др.

## Резервати
- Кутелка

### Природни забележителности
- Змееви дупки
- Кушбунар
- Пещерите Хайдушка, Бъчвата и Песченик
- Халката